# Лежён-Бонье, Элиана
Элиана Лежён-Бонье (фр. Eliane Lejeune-Bonnier; 17 июля 1921, Сартрувиль — 16 марта 2015) — французская органистка и композитор.
Училась в Школе Сезара Франка, в том числе у Абеля Деко (в дальнейшем опубликовала очерк его жизни и творчества), изучала григорианский хорал под руководством Амедея Гастуэ. Затем окончила Парижскую консерваторию по классу органа Марселя Дюпре, позднее работала ассистентом своего наставника в парижской церкви Сен-Сюльпис. C 1954 г. титулярный органист кафедрального Собора Св. Юлиана в Ле-Мане, там же преподавала в консерватории. Давала и частные уроки (в частности, была первой наставницей Ива Кастанье).
Среди записей Лежён-Бонье — партия органа в «Королевской мессе» Анри Дюмона. Роланде Фальчинелли принадлежит сочинение «Импровизация на тему Элианы Лежён-Бонье».